# Ямышево (Череповецкий район)
Ямышево — деревня в Череповецком районе Вологодской области.
Входит в состав Абакановского сельского поселения, с точки зрения административно-территориального деления — в Абакановский сельсовет.
Деревня Ямышево зарегистрирована 16 ноября 2000 года. По данным переписи в 2002 году постоянного населения не было.